# هيو ماكاي
هيو ماكاي هو شخصية أعمال كندي، ولد في 1832، وتوفي في 2 أبريل 1890 في سانت لويس في الولايات المتحدة.